# 2025 год в науке
Ниже перечислены события, произошедшие в научной сфере в 2025 году

## Январь
- 2 января — Учёные из Университета Райса сообщили о разработке нового набора для синтетических цепей восприятия и реагирования в клетках человека. Это исследование может произвести революцию в лечении сложных заболеваний, такие как аутоиммунные заболевания и рак[1]
- 10 января — В Антарктиде под Антарктическим ледяным щитом через четыре года бурения с глубины в 2,8 км для исследования извлечён фрагмент древней льдины (подкоренных пород)[2]
- 11 января — Восстановлен штамм возбудителя Юстиниановой чумы. Обнаружено 30 уникальных мутаций древнего штамма[3][4]
- 14 января
  - Разработаны микроскопические роботы для точечной доставки лекарств в организм пациента[5][6]
  - Создан анализ крови TriOx, выявляющий шесть видов рака на ранней стадии, включая рак поджелудочной, яичников и молочной железы[7]
- 21 января — На орбитальной станции Тяньгун впервые получен кислород[8][9]
- 22 января — В пустыне Гоби обнаружены следы крупнейшего двуногого динозавра гадрозаврида[10][11]
- 23 января — Создан фиброскопический биомедицинский робот размером менее одного миллиметра. Робот собирает информацию для диагностики заболеваний и доставляет лекарства непосредственно в организм[12][13]
- 24 января
  - Созданы оптические[англ.] атомные часы с точностью до 18 знаков после запятой. Часы оказались в 100 раз точнее цезиевых[14][15]
  - Создана ткань с наночастицами полианилина и полидофамина, под воздействием солнечного света сохраняющая тепло. За 10 минут на солнце ткань может нагреться до 30 градусов. При этом ткань растягивается в пять раз от своей первоначальной формы[16][17]
- 28 января — Создан чип для спектральных измерений размером 5 на 5 микрометров[18][19]
- 29 января
  - Создан мягкий робот, приводимый в движение электролитической жидкостью. Гидравлическая жидкость используется в качестве аккумулятора[20][21]
  - Разрабатываемый частной компанией самолёт впервые преодолел сверхзвуковой барьер. Boom XB-1[англ.] компании Boom Supersonic в пустыне Мохаве три раза преодолел сверхзвуковой барьер, достигнув скорости 1,122 числа Маха[22][23]
- 30 января — Создан пластырь из стволовых клеток для восстановления сердца при лечении сердечной недостаточности. Пластырь состоит из 200 миллионов клеток[24][25]

## Февраль
- 12 февраля
  - Достигнута квантовая телепортация между квантовыми компьютерами. Между двумя квантовыми компьютерами было успешно передано квантовое состояние[26][27]
  - Созданы светочувствительные химикаты — соли цианин-карборана, улучшающие лечение агрессивных форм рака[28][29]
  - Открыт новый вид глубоководных рыб Branchiostegus sanae[англ.][30]
- 14 февраля
  - В древних слоях морского дна центральной и северной части Тихого океана обнаружены отложения бериллия-10[англ.][31]
  - Создан неинвазивный метод (не проникая под кожу), показывающий кровоток в глубоких сосудах с точностью до 96 %[32]
- 16 февраля — В Лондоне обнаружена городская базилика[англ.] периода Римской империи (70-80 гг. н. э)[33]
- 18 февраля — Путём редактирования генов с использованием CRISPR-Cas9 смогли удалить лишнюю копию хромосомы, которая служит причиной синдрома Дауна[34]
- 19 февраля
  - Созданы сильно растяжимые светодиоды для гибких экранов[англ.]. на основе полупроводниковых наноматериалов. Экран продолжает гореть при натяжении на 15 процентов и остается стабильным на протяжении более 500 циклов растяжения[35]
  - Созданы пептиды с высоким родством к полиэтилену и полипропилену, способные осуществлять поиск, захват и уничтожение пластиковых частиц[36]
  - Создан квантовый чип Majorana 1, на котором размещён миллион кубитов. В чипе используется первый в мире топопроводник[37]
- 20 февраля — Обнаружены 67 белковых маркеров, секретируемых клетками рака легких и колоректального рака, что позволит выявлять данные типы рака на ранней стадии[38]

## Март
- 1 марта
  - Открыт новый тип астроцитов белого вещества — пролиферативные астроциты со способностью размножаться и создавать новые астроциты, а также мигрировать из белого вещества в серое[39]
  - Открыта деформация ядра свинца-208. Установлено, что оно может отклоняться от сферической формы, демонстрируя вытянутую деформацию[40]
- 3 марта — Сгенерирован электронный заряд силой 100 килоампер за одну квадриллионную секунды. Электронный пучок был сжат до импульсов длиной 0,3 микрометра[41]
- 5 марта
  - Создан биокомпьютер CL1, в котором объединены нейроны человека и кремниевые чипы[42][43]
  - В озере Байкал на глубине 800 метров найден новый вид слепых рыб Baikalichthys tenebris (Байкальская тёмная рыба). Рыба полностью слепа и не имеет пигментации, из-за чего является прозрачной. Длина рыбы составляет 12 см[44]
- 20 марта
  - Установлено, что цистеиновая протеаза катепсина B способна разрушать патогенные белки-амилоиды, накапливающиеся в организме при различных заболеваниях, в том числе болезни Паркинсона и Альцгеймера, не вызывая токсического воздействия[45]
  - Установлено, что нейтрофилы способны укреплять кожный внеклеточный матрикс для предотвращения проникновения патогенов, а также строить защитные структуры вокруг ран[46]
  - Открыто, что В-клетки во время быстрого размножения временно отключают мутации, что позволяет при размножении не накоплять вредные мутации[47]
- 27 марта
  - В Кимберли (Австралия) обнаружены два новых вида мигаломорфных пауков Kwonkan fluctellus и Kwonkan nemoralis[48]
  - Обнаружен новый вид клеток стенок сосудов, выделяющий сигнальные белки и фибробласты, вырабатывающие белок, который привлекает плазматические клетки в фиброзные области лёгких, что способствует развитию идиопатического легочного фиброза[49]
  - Разработан метод генотерапии, исправляющий мутацию в гене GJB2[англ.], что способствует лечению врождённой потери слуха[англ.][50]

## Апрель
- 13 апреля
  - Создана батарея с жидкими электродами на основе проводящих полимеров и лигнина, способная принять любую форму. Батарея выдержала 500 циклов зарядки без деградации. Напряжение батареи — 0.9 вольта[51]
  - Открыта растительная ткань, увеличивающая урожайность злаков на 16,5 %. Ткань использует ген AtBG_ppap для регулирования поступления питательных веществ. Ткань названа «шлюз Касахары»[52]
- 14 апреля
  - Создан метод обработки нержавеющей стали, повышающий её устойчивость к разрушению из-за усталости металла при деформации из-за циклических нагрузок в 10 000 раз. Такая сталь в 2,6 раза прочнее обычной[53]
  - В лабораторных условиях впервые выращены человеческие зубы[54]
- 16 апреля
  - Установлено, что введение наночастиц золота в сетчатку стимулирует зрительные клетки[55]
  - Открыт гигантский вирус Jyväskylavirus. Вирус выделен из почвенных образцов. Диаметр вируса — 200 нанометров[56]
  - OpenAI представила новые LLM o3 и o4-mini[57]
- 17 апреля
  - Обнаружен новый класс квантовых материалов[англ.], в которых сочетаются свойства металла и одномерного магнетизма. Обнаружено, что соединение Ti₄MnBi₂ является металлической системой со спиновыми цепочками[англ.], что показывает связь магнетизма и проводимости[58]
  - Путём наложения нескольких лазерных лучей создан оптический узел[59]
- 28 апреля — Открыто соединение алкильхинолонов 2-нонил-4-хинолон-N-оксид (NQNO), способное бороться с гонококком[60][61]
- 29 апреля — В пустыне Гоби в формации Байншире[англ.] обнаружен новый вид вымершей эутерии Zhelestidae[англ.] Ravjaa ishiii[62][63]

## Май
- 5 мая — Впервые получены изображения отдельных атомов, свободно взаимодействующих в пространстве[64]
- 6 мая — Создан метод точного решения полиномиальных уравнений[англ.] высших степеней (степени 5 и выше). Подход основан на каталонских числах[65]
- 19 мая
  - Установлено, что микроводоросли[англ.] Monoraphidium contortum[англ.] удаляют из воды от 27 % до 42 % остатков антибиотиков сульфаметоксазола[англ.] и триметоприма[66]
  - Обнаружен 71 новый вид пчёл, относящихся к группе смоляных пчел Megachile Austrochile[67]
  - Впервые спасли новорожденного при помощи генной терапии. Пациенту с врождённым дефицитом CPS1[англ.], при котором печень не может преобразовывать токсичный аммиак в мочевину, лекарство доставлялось в печень через жировые наночастицы[68]

## Июнь
- 3 июня
  - На установке Wendelstein 7-X в г. Грайфсвальд установлен мировой рекорд по длительности удержания горячей плазмы. Плазма (раскаленный до десятков миллионов градусов газ) удерживалась в реакторе 43 секунды. Достигнуто было также тройное произведение[69]
  - Синтезирован пептид CC-18 для лекарственных препаратов, на 17 % увеличивающий затягиваемость ран за сутки[70]
- 6 июня
  - Создан метод изготовления мультимерных аптамеров, позволяющий им одновременно связываться с несколькими точками на вирусном белке[71]
  - Создан лазер для оптоволоконной связи на основе квантовых точек. Лазер работает на длине волны 1550 нанометров[72]
- 18 июня — Срок службы твердотельных батарей[англ.] увеличили в семь раз при помощи покрытия из дисульфида молибдена[73]
- 19 июня — Разработан препарат против лихорадки чикунгунья методом индукции интерферонов[74]

## Июль
- 4 июля — На острове Лизард[англ.] у Большого Барьерного рифа в результате глобального обесцвечивания из-за глобального потепления зарегистрирована гибель 92 % кораллов[75]
- 5 июля — Hubble впервые сделал снимок шарового звёздного кластера ESO 591-12 (Palomar 8[англ.]), состоящего из десятков тысяч звёзд, связанных гравитацией[76]
- 9 июля — В кишечной стенке питонов обнаружен новый тип клеток, позволяющий переваривать кости[77]
- 10 июля — Обнаружен 48-й вид крови с мутацией в гене PIGZ[78]
- 30 июля — Обнаружена группа крови O Rh+ с антигеном CRIB[79]
- 31 июля — Вспышка молнии от Восточного Техаса до окрестностей Канзас-Сити длиной около 829 км, произошедшая в октябре 2017 года, признана самой длинной в мире[80]

## Август
- 1 августа
  - Установлено, что воспаление, вызванное вирусной инфекцией, может пробуждать диссеминированные раковые клетки, которые могут запустить повторный рост опухоли[81]
  - Разработан препарат EVT0185, блокирующий жировой обмен в раковых клетках, что помогает иммунной системе атаковать опухоли печени[82][83]

## Запланированные и прогнозируемые события
- NASA и ISRO запустят совместный синтетический апертурный радар[84]
- К концу года планируется запустить 3200-мегапиксельный прибор в обсерватории Веры К. Рубин[85]